# Bydgoski Kombinat Budowlany „Wschód”

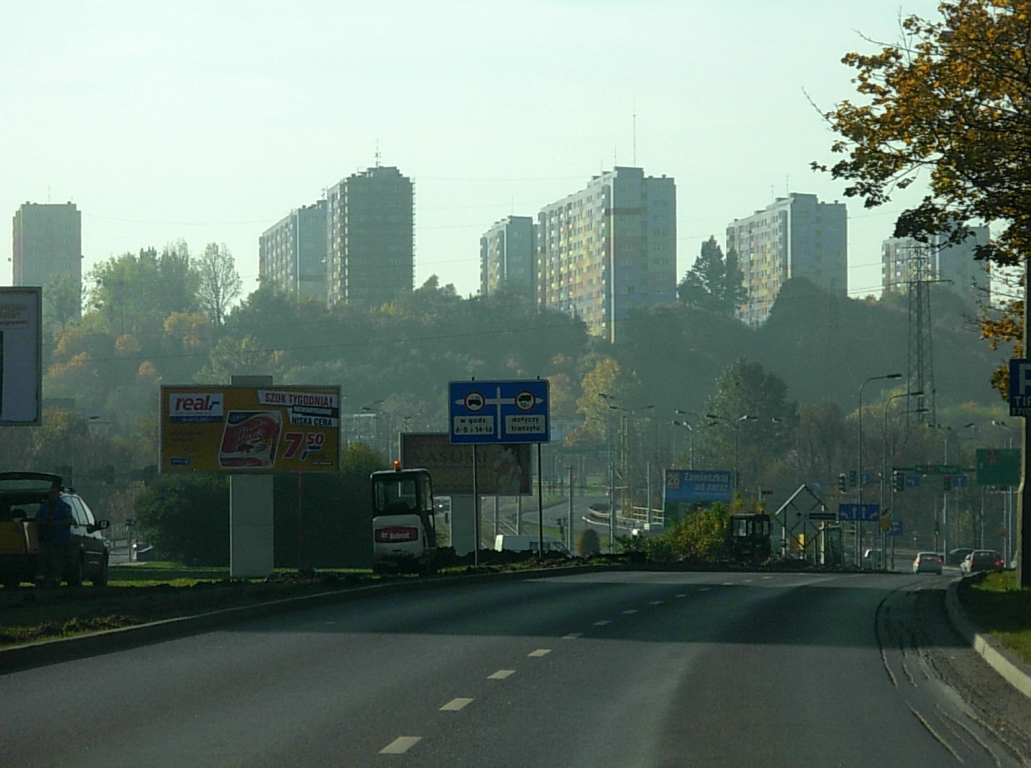
Osiedle Wyżyny B1 w Bydgoszczy (1971-1974) – pierwsze wzniesione z prefabrykatów BKBD

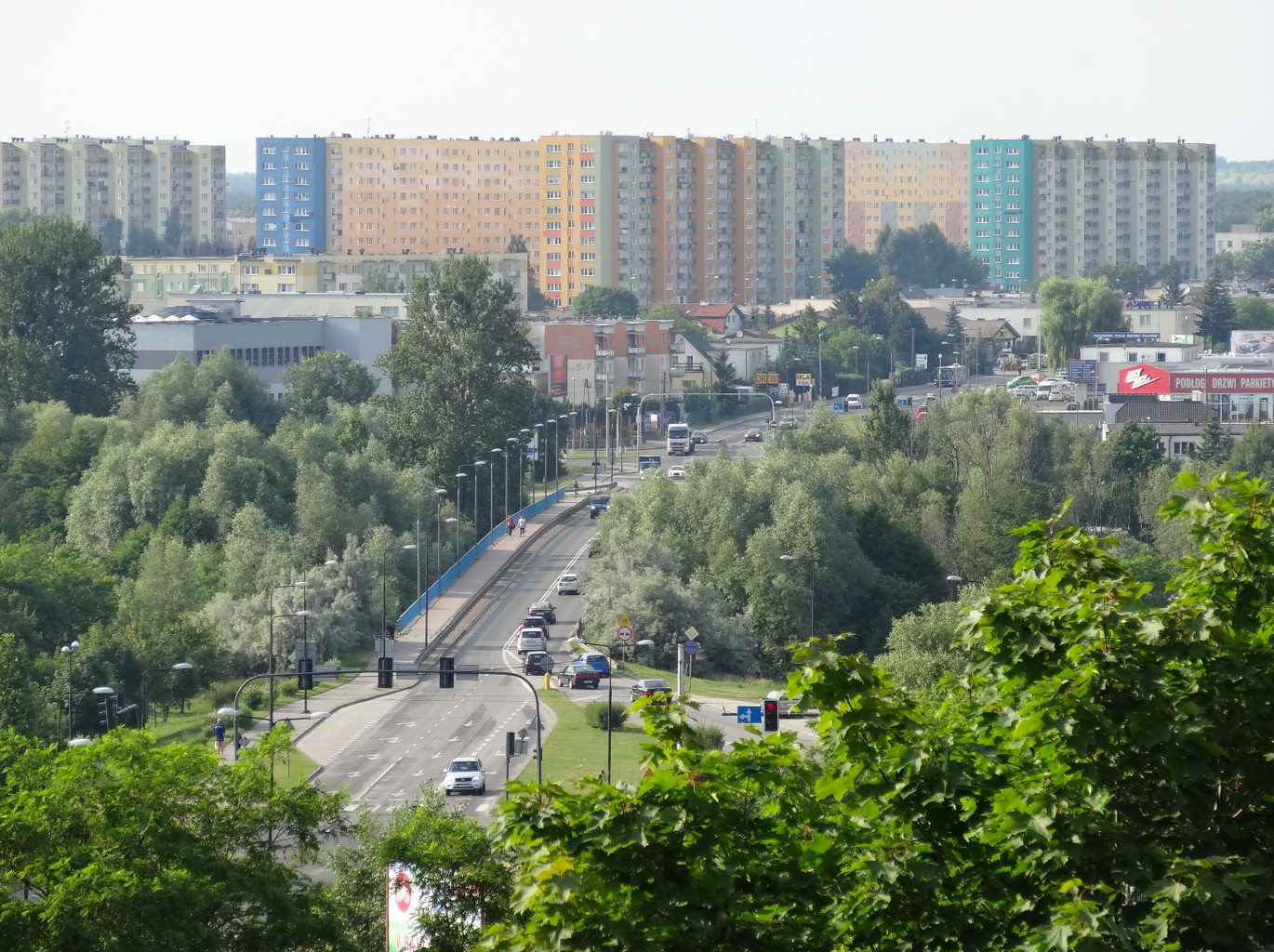
Budynki wielorodzinne BKBD na osiedlu Bartodzieje w Bydgoszczy

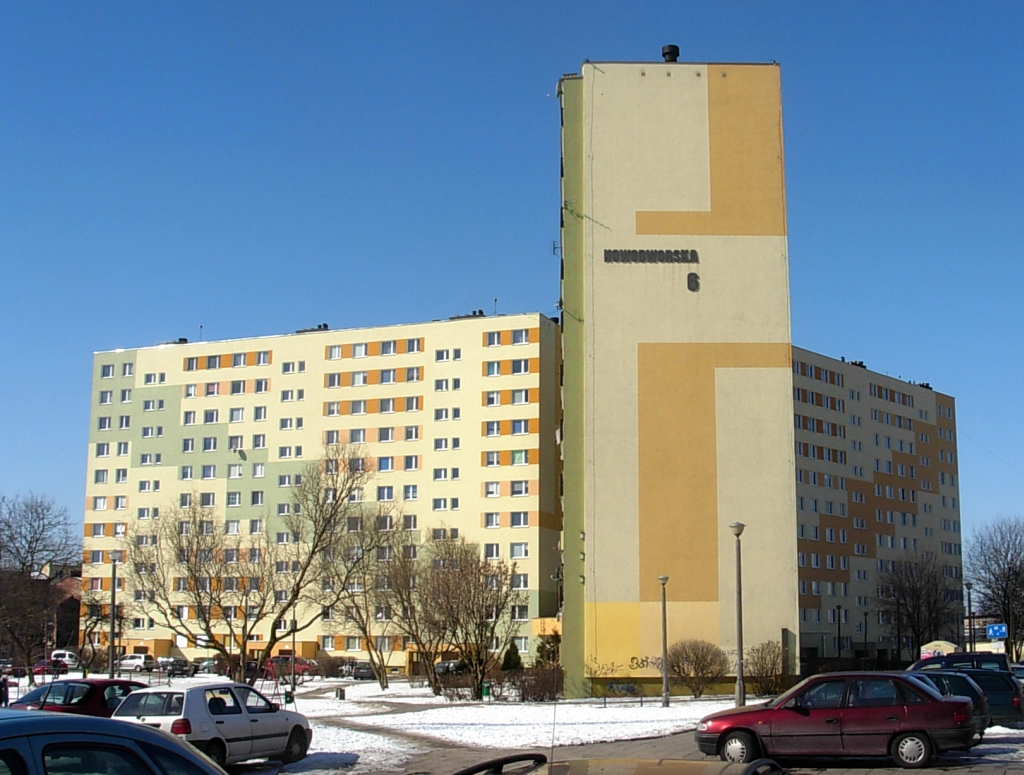
Szwederowo-Północ

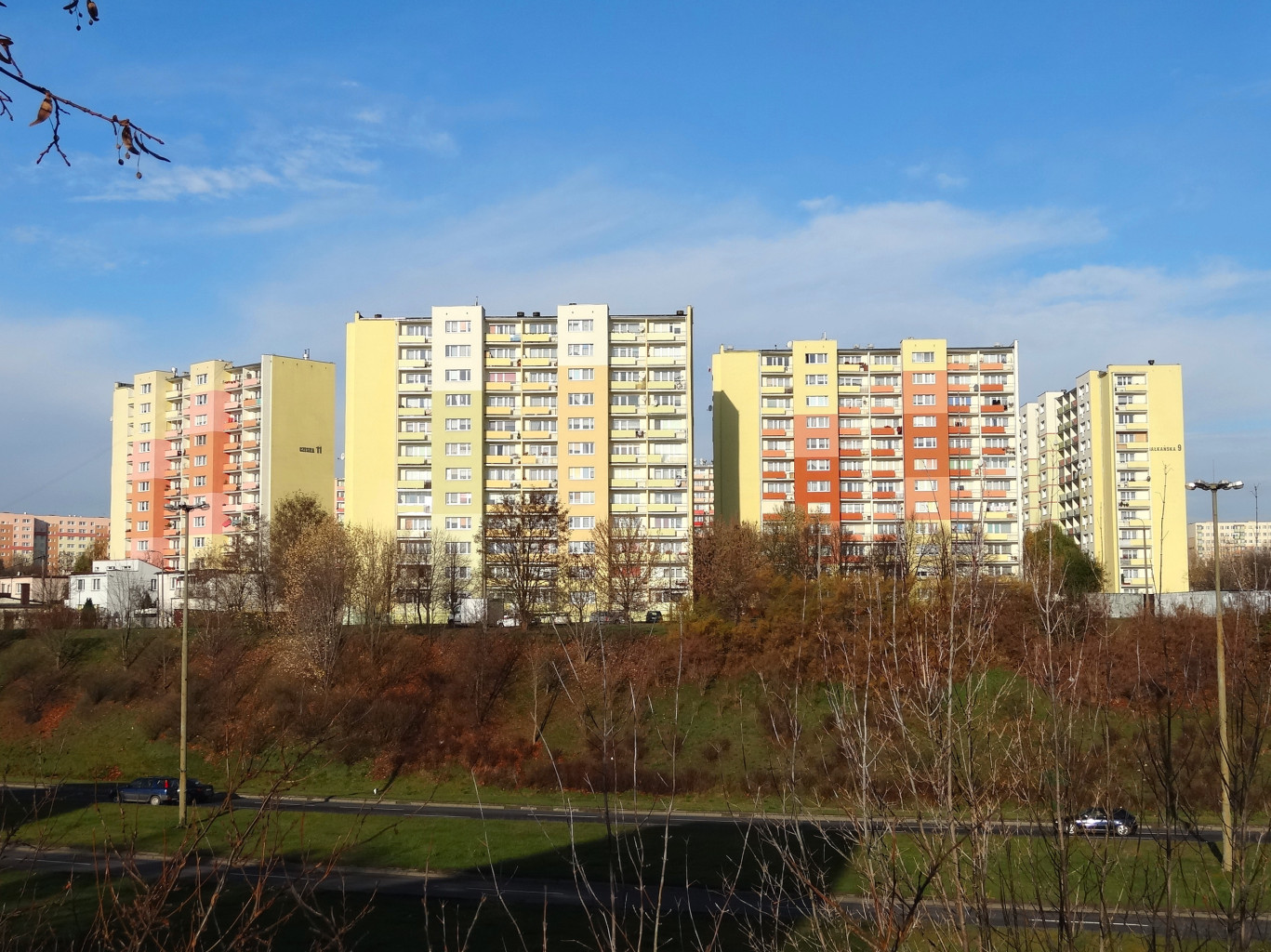
Bloki na osiedlu Wzgórze Wolności

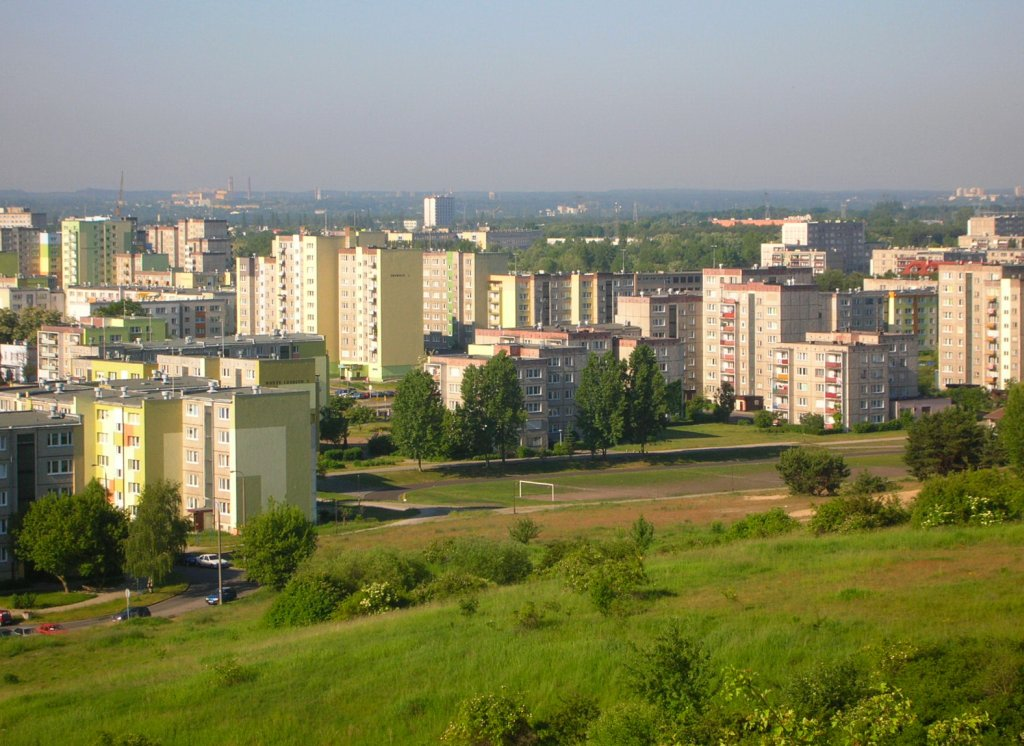
Osiedle Bohaterów w dzielnicy Fordon wzniesione w latach 1982-1985

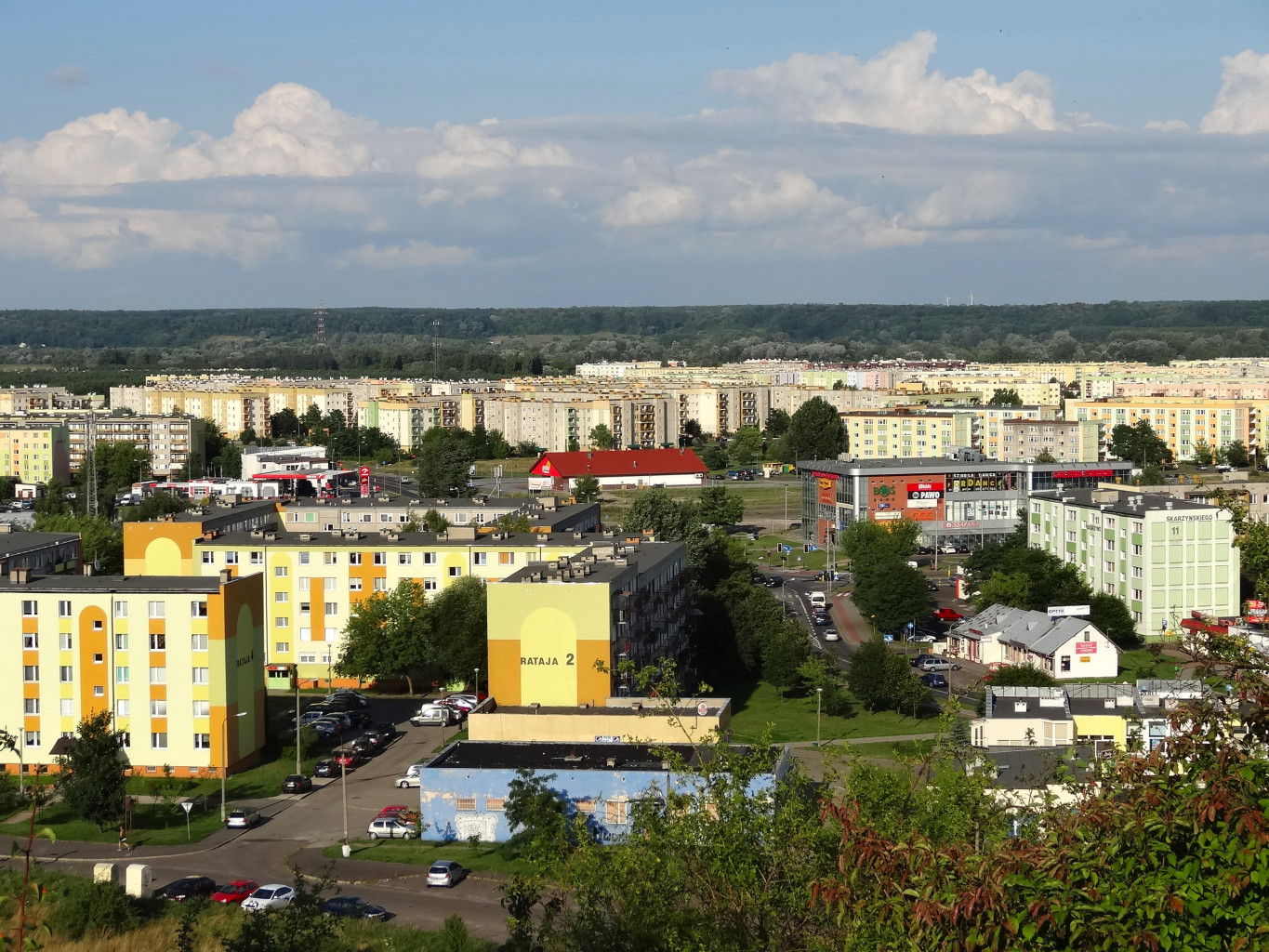
Osiedle Szybowników w Fordonie (1985-1988)

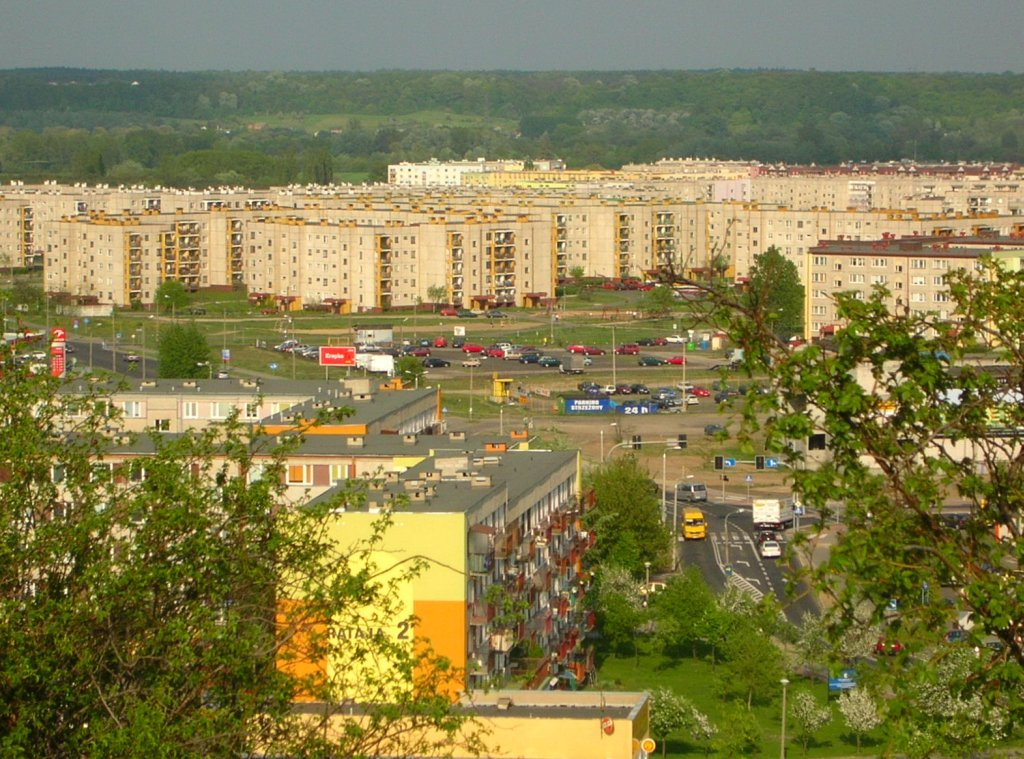
Osiedle Tatrzańskie w bydgoskim Fordonie

Bydgoski Kombinat Budowlany „Wschód” – kombinat budowlany w Bydgoszczy istniejący w latach 1969–1994, producent elementów prefabrykowanych tzw. wielkiej płyty oraz główny wykonawca osiedli mieszkaniowych w regionie bydgoskim w latach 70. i 80. XX wieku.

## Lokalizacja
Przedsiębiorstwo zajmowało teren o powierzchni ok. 16 ha na osiedlu Siernieczek w Bydgoszczy we wschodniej dzielnicy przemysłowej. Od południa kombinat graniczył z Brdą, od wschodu i północy z ul. Przemysłową i linią kolejową nr 18 Bydgoszcz-Toruń-Kutno, a od zachodu w odległości ok. 1 km przebiegała kolejowa magistrala węglowa.

## Charakterystyka
Działalność Bydgoskiego Kombinatu Budowlanego „Wschód” koncentrowała się na produkcji elementów prefabrykowanych i bezpośrednim wykonawstwie wielkopłytowego budownictwa mieszkaniowego. Do zadań kombinatu należało przygotowanie terenu pod budowę osiedli oraz realizacja inwestycji w zakresie technicznym i finansowym. Rejon działania obejmował przede wszystkim województwo bydgoskie.

## Realizacje
W latach 70. XX w. Bydgoski Kombinat Budowlany „Wschód” oddał do użytku 27 tys. mieszkań z ponad 102 tys. izb. Średnia powierzchnia mieszkań wzrosła w latach 1971-1980 z 45 do 53 m². Stawiano bloki 5-kondygnacyjne o różnej liczbie segmentów i 11-kondygnacyjne, których udział sięgał ok. 10%. Kombinat zurbanizował znaczne obszary Bydgoszczy w ramach odgórnie obowiązującej doktryny planistycznej. W latach 80. XX w. monotonię zabudowy zmniejszano poprzez różnicowanie liczby kondygnacji w stawianych budynkach, ich długości, kształtu oraz usytuowania w terenie. W całym okresie działalności (1971-1994) kombinat wybudował mieszkania dla ponad 100 tys. osób.
Ważniejsze osiedla w Bydgoszczy zrealizowane przez kombinat:
- Wyżyny B1, B2, B3, B4, B5 (1972–1978),
- Kapuściska III (1974–1979),
- Bartodzieje II, III (1972–1980),
- Szwederowo-Południe (1977–1988) i Szwederowo-Północ (1980–1989),
- Wzgórze Wolności (1977–1988),
- Dzielnica Fordon[5]:
  - Bohaterów (2054 mieszkań, 1982–1985),
  - Bajka (1776 mieszkań, 1983–1986),
  - Szybowników (2100 mieszkań, 1985–1988),
  - Przylesie (2398 mieszkań, 1985–1988),
  - Tatrzańskie (2665 mieszkań, 1988–1992),
  - Niepodległości (od 1990, niedokończone)
  - Nad Wisłą (od 1990, niedokończone)
- Małe osiedla i pojedyncze budynki wielkopłytowe w Śródmieściu, Bielawach, Skrzetusku, Okolu, Błoniu

Prefabrykaty BKB „Wschód” używane były również do montażu budynków przez spółdzielnie mieszkaniowe, przedsiębiorstwa budowlane i inne, które wznosiły z nich mieszkania zakładowe. Od 1980 kombinat sprzedawał zmontowane komplety montażowe, które pozwoliły wybudować 7 tys. mieszkań w: Bydgoszczy, Barcinie, Białych Błotach, Chojnicach, Grudziądzu, Koronowie, Nakle, Szubinie, Świeciu i Włocławku, a także poza regionem kujawsko-pomorskim w: Szczecinie, Katowicach, Fromborku, Łodzi, Poznaniu i Człuchowie.

## Historia
Przedsiębiorstwo pod nazwą Bydgoski Kombinat Budowy Domów zostało powołane do życia 10 lipca 1969 roku zarządzeniem Ministra Budownictwa i Przemysłu Materiałów Budowlanych. Odbyło się to w kontekście planowanego uprzemysłowienia budownictwa mieszkaniowego w Polsce, które miało być symbolem postępu technicznego.
Kombinat w Bydgoszczy był jednym z czterech pierwszych w kraju „fabryk domów”, zakupionych do Polski z ZSRR. Generalnym projektantem było Biuro Projektów Przemysłu Betonów „Biprodex” w Warszawie, a wykonawcą Bydgoskie Przedsiębiorstwo Budownictwa Przemysłowego. Inwestycja obejmowała m.in. wytwórnię prefabrykatów, biurowiec przy ul. Przemysłowej 34, zaplecze techniczno-produkcyjne, hotele robotnicze, ośrodek wczasowy, domy zakładowe oraz rozbudowę szkoły zawodowej. Dla potrzeb logistyki zmodernizowano ul. Przemysłową oraz zbudowano bocznicę kolejową, która była skomunikowana ze stacją Bydgoszcz Wschód. W powstanie kombinatu zaangażowana była grupa inżynierów z ZSRR, którzy wraz z rodzinami przebywali w Bydgoszczy prawie 3 lata, natomiast w latach 1970-1971 szkolenia w ZSRR odbyło kilkudziesięciu polskich pracowników. Roboty budowlane rozpoczęto 1 października 1969 roku.
Nadzór nad przedsiębiorstwem objęło Bydgoskie Zjednoczenie Budownictwa w Bydgoszczy, a pierwszym dyrektorem naczelnym został inż. Jan Maruda. Na barki przedsiębiorstwa złożono w głównej mierze realizację programu budownictwa mieszkaniowego dla miasta Bydgoszczy, który przewidywał w latach 1971–1975 wybudowanie na obszarze 88 ha 53 tys. izb mieszkalnych. Nigdy wcześniej, ani później nie budowano w Bydgoszczy mieszkań w takiej skali ani pod taką presją.
Rozruch produkcji prefabrykatów wielkiej płyty nastąpił jesienią 1971 roku. W czerwcu 1972 wprowadzono pracę dwuzmianową, a w 1974 – trójzmianową. Docelowa wydajność fabryki miała osiągnąć 12450 izb rocznie. Działalność kombinatu oparto na przemysłowych metodach produkcji prefabrykatów. W zakładzie przy ul. Przemysłowej wytwarzano gotowe elementy ścian zewnętrznych, wewnętrznych, ściany działowe, piwniczne, płyty stropowe, elementy klatek schodowych, płyty dachowe, kabiny sanitarne, parapety okienne, okładziny klatek schodowych oraz faktury ścian zewnętrznych. Prefabrykaty wysyłano na place budowy z wprawionymi ramami okiennymi i drzwiowymi, instalacjami elektrycznymi i armaturą sanitarną. Tam bezpośrednio z ciężarówek montowano je w nowo stawianych budynkach. Przewozem prefabrykatów zajmowało się Przedsiębiorstwo Transportowo-Sprzętowe Budownictwa „Transbud”, wyposażone w specjalne ciągniki i 16-tonowe naczepy. Elementy produkowano w systemie szczecińskim, który był wzorowany na radzieckim systemie wielkopłytowym. Pierwsze obiekty wzniesiono w 1972 roku na placu budowy „Wyżyny – B1”.
Początkowo w strukturze organizacyjnej kombinatu wyodrębniono: zarząd, zakład produkcji prefabrykatów, zakład produkcji budowlanej wykonujący montaż prefabrykatów na budowach oraz zakład projektowy, który opracowywał plany przestrzenne nowych osiedli m.in. „Szwederowo-Południe” i „Fordon-Brdyujście”, projektował poszczególne budynki oraz doskonalił rozwiązania systemu szczecińskiego. 
W latach 70. XX w. kombinat przeszedł kilka reorganizacji i przekształceń struktury organizacyjnej. W 1975 roku wyodrębniono dodatkowo m.in.: cztery kierownictwa grupy robót (budowy poszczególnych osiedli), grupy robót wykończeniowych oraz robót drogowych i zieleni. Natomiast zakład projektowy wraz z pracownią geodezyjną włączono do Biura Projektowo-Badawczego Budownictwa Ogólnego ,,Miastoprojekt” w Bydgoszczy. W 1978 roku w składzie kombinatu funkcjonowały zakłady: budowlano-montażowy, elementów budowlanych, sprzętu transportu technologicznego oraz mieszczący się na Szwederowie zakład instalacyjno-inżynieryjny. Ogniwami samorządu zakładowego były: Rada Zakładowa oraz Rada Robotnicza.
Już na początku działalności BKB „Wschód” okazało się, że koszty nowej technologii wznoszenia bloków mieszkalnych są wysokie. Główną przyczyną tego stanu rzeczy były wady gospodarki nakazowo-rozdzielczej, w której czynnik wzrostu ilościowego brał górę nad rachunkiem ekonomicznym i jakością wykonywanych prac. Wielkopłytowe budownictwo mieszkaniowe charakteryzowało się dużą dynamiką ilościową, lecz jednocześnie wysoką materiałochłonnoścą oraz niewystarczającą jakością wykonawstwa.
W latach 70. nasilała się dysproporcja między możliwościami produkcyjnymi fabryki domów a ekip budujących z tych prefabrykatów domy. Tempo oddawania budynków uzależnione było bowiem od wykupu i przygotowania terenów oraz ich uzbrojenia w drogi i sieci oraz wymagających wiele czasu i nakładów prac wykończeniowych. W 1973 roku tylko 60% prefabrykatów zagospodarowały ekipy BKB, a resztę odbierały spółdzielnie mieszkaniowe i przedsiębiorstwa, które we własnym zakresie montowały z nich budynki.  Ponadto pojawiła się dysproporcja pomiędzy szybko rozwijającą się przestrzenią mieszkalną a opóźnioną realizacją budownictwa usługowego (sklepy, szkoły, przychodnie itp.) Niewykonane zadania przechodziły na kolejne lata, piętrząc plany robót montażowo-budowlanych.
W 1979 kombinat rozbudowano o nową fabrykę budownictwa wielkopłytowego (FD-6/FB) o wartości 312 mln zł, zlokalizowaną przy ul. Nowotoruńskiej 29. Nie osiągnęła ona jednak nawet w przybliżeniu planowanych zdolności produkcyjnych. W 1980 rozpoczęto modernizację stosowanego dotychczas systemu szczecińskiego. Montaż na budowach zamierzano prowadzić także ze sprowadzanych z zewnątrz prefabrykatów systemu OWT-67.
Nowe osiedla mieszkaniowe z prefabrykatów BKB wzniesiono na Wyżynach, następnie na Bartodziejach, Kapuściskach, a od końca lat 70. na Wzgórzu Wolności, Szwederowie, oraz w formie rozproszonej w pozostałych częściach miasta, głównie w Śródmieściu, Okolu i Błoniu. Od 1978 realizowano również budownictwo towarzyszące: szkoły, przedszkola, pawilony handlowe. W 1979 rozpoczęto uzbrojenie terenu pod budowę największej dzielnicy mieszkaniowej Nowy Fordon. Rozpoczęcie realizacji dzielnicy opóźniło się z 1978 na 1981 rok wskutek zmiany centralnie ustanawianych priorytetów – uznano, że Bydgoski Kombinat Budowy Domów ma przekazać część mocy przerobowych na Śląsk. W latach 1982–1992 oddano do użytku bloki mieszkalne na 7 osiedlach w Fordonie, przy czym od 1988 roku w nowym systemie „fordońskim”, który zastąpił system szczeciński.
Jak wiele przedsiębiorstw w okresie PRL kombinat dysponował bogatą infrastrukturą socjalną: 5 stołówkami, hotelem robotniczym przy ul. Przemysłowej, klubokawiarnią, bufetem, biblioteką, przychodnią lekarską oraz ośrodkami wypoczynkowymi w Sianożętach i Oćwiece. Dla dzieci organizowano kolonie letnie, obozy wędrowne i zimowiska. Zatrudnienie w BKB „Wschód” w latach 1976-1980 sięgało 2 tys. osób, w tym 1,6 tys. pracowników fizycznych. W latach 1971–1986 pracownicy zgłosili 924 pomysłów wynalazczych, z których 494 wdrożono do realizacji. W latach 70. XX w. odczuwano duży niedobór pracowników wykwalifikowanych, a fluktuacja kadr sięgała rocznie 30%. W kombinacie miały miejsce patologie, obecne wówczas w całej gospodarce PRL: niegospodarność w zarządzaniu mieniem, brakoróbstwo, niedbalstwo, słaba kontrola jakości, kradzieże, absencja pracowników, naruszenia dyscypliny pracy, alkoholizm itp. Zgodnie z ówcześnie panującymi zasadami jako środek zaradczy stosowano kontrole specjalnych komisji na placach budowy. Przyczyną opóźnień w oddawaniu obiektów był brak koordynacji prac ziemnych, montażowych, instalacyjnych oraz panujący powszechnie w drugiej połowie lat 70. XX w. deficyt materiałów budowlanych: stali zbrojeniowej, cementu, grysów i mieszanek żwirowo-piaskowych, armatury, stolarki budowlanej itp. Stałymi partnerami kombinatu były: Bydgoskie Przedsiębiorstwo Instalacyjne, Bydgoskie Przedsiębiorstwo Instalacji Elektrycznych, Transbud, Bydgoskie Przedsiębiorstwo Robót Inżynieryjnych, Wojewódzki Urząd Telekomunikacji, Wojewódzkie Przedsiębiorstwo Robót Drogowych i Zakład Urządzeń Dźwigowych. Współpracowano ponadto z Instytutem Organizacji i Mechanizacji Budownictwa w Warszawie i Akademią Techniczno-Rolniczą w Bydgoszczy.
Po transformacji ustrojowej w 1989 roku nastąpiła zmiana systemu gospodarki państwa. Od 1992 dalsza budowa mieszkań była możliwa tylko za środki własne przyszłych użytkowników. Masowa produkcja i montaż wielkopłytowego budownictwa nie miały już przyszłości. W rezultacie w 1994 roku kombinat zaniechał działalności. Biurowiec po BKB „Wschód” przydzielono najpierw miastu, a następnie w 1997 roku Wyższej Szkole Pedagogicznej w Bydgoszczy (od września 2005 Uniwersytetowi Kazimierza Wielkiego w Bydgoszczy). Budynek był wykorzystywany przez uczelnię do czerwca 2014. Po dwóch nieudanych próbach sprzedaży budynku w drodze przetargu w marcu 2019 wrócił do mienia Urzędu Miasta Bydgoszczy. W przeszłości (2015 r.) były plany zorganizowania w tym miejscu m.in. centrum monitoringu bydgoskiej straży miejskiej. W związku z pandemią COVID-19 w Polsce pomieszczenie te wymieniano jako jedno z potencjalnych na wypadek wzrostu liczby zachorowań, dla osób wymagających kwarantanny. 
Z kolei nabywcą większości instalacji i obiektów była Grupa Atlas, która w 1995 urządziła tu fabrykę klejów i zapraw budowlanych. Archiwalia kombinatu zdeponowane są w Archiwum Państwowym w Bydgoszczy.
Nazwy:
- 1969–1971 – Bydgoski Kombinat Budowy Domów – Przedsiębiorstwo w Budowie
- 1971–1978 – Bydgoski Kombinat Budowy Domów
- 1978–1994 – Bydgoski Kombinat Budowlany „Wschód”

Dyrektorzy:
- 1969–1973 – Jan Maruda
- 1973–1977 – Henryk Wyka
- 1977–1978 – Lucjan Malan
- 1978–1994 – Stefan Chazbijewicz